# Al-Ras
Al-Ras, en arabe : الراس, est un village du gouvernorat de Tulkarem en Palestine, au nord-ouest de la Cisjordanie. Il est situé à 7 kilomètres au sud-est de Tulkarem. Selon le recensement du Bureau central palestinien des statistiques, la localité compte une population de 650 habitants en 2017.